# فرمانده عالی نیروهای مسلح کره شمالی
فرمانده عالی نیروهای مسلح کره شمالی (انگلیسی: Supreme Commander of the Armed Forces of North Korea) ارشدترین جایگاه نظامی در ارتش خلق کره است، که وظیفه فرماندهی کل قوا نیروهای مسلح این کشور را برعهده دارد. این سمت در سال ۱۹۵۰ تشکیل شد.